# 杉並区立富士見丘小学校
杉並区立富士見丘小学校（すぎなみくりつ ふじみがおかしょうがっこう）は、東京都杉並区久我山2丁目にある公立小学校。略称は「富士見小」ではなく「富士小(ふじしょう)」。

## 沿革
この節の出典
- 1954年（昭和29年）
  - 3月29日 - 設立決定。校地8961㎡。
  - 4月1日 - 開校。
  - 10月20日 - 校舎落成し、この日（10月20日）を開校記念日と決定。
- 1955年（昭和30年）12月10日 - 増築（普通教室4）落成。
- 1958年（昭和33年）10月15日 - 校歌制定。
- 1963年（昭和38年）
  - 3月8日 - 体育館落成。
  - 11月2日 - 創立10周年記念式典挙行し、祝賀会開催。
- 1965年（昭和40年）8月24日 - プール落成。
- 1967年（昭和42年）3月18日 - 第一期鉄筋校舎完成。
- 1971年（昭和46年）1月20日 - 中央高速道路建設の為、校地272㎡割譲。
- 1972年（昭和47年）3月16日 - 第二期鉄筋校舎完成。
- 1973年（昭和48年）2月16日 - 第三期鉄筋校舎完成。
- 1974年（昭和49年）
  - 1月13日 - 玉川上水堤に桜4本移植。
  - 5月16日 - 第四期鉄筋校舎完成。
  - 10月19日 - 創立20周年記念式典挙行し、祝賀会開催。
- 1975年（昭和50年）8月8日 - 校外測定室室新設。
- 1977年（昭和52年）8月30日 - 空調（集中冷暖房）完工。
- 1981年（昭和56年）6月19日 - 地域協力者による「菊づくり」開始。
- 1985年（昭和60年）
  - 3月4日 - 新校舎完成。
  - 3月9日 - 創立30周年記念式典挙行し、祝賀会開催。
- 1988年（昭和63年）3月31日 - コンピュータ室完成。
- 1994年（平成6年）11月5日 - 創立40周年記念式典挙行し、祝賀会開催。
- 2002年（平成14年）
  - 3月 - 新機種コンピュータ40代設置。
  - 4月12日 - 情緒障害学級（通級制）開級式挙行。
- 2004年（平成16年）
  - 4月1日 - 2学期制実施（のちに3学期制に戻す[3]）。
  - 6月5日 - 創立50周年記念式典挙行し、祝賀会開催。
  - 9月1日 - 教員用1人1台パソコン導入。
- 2005年（平成17年）
  - 3月15日 - 北側接道緑化完成。
  - 6月23日 - 丸池ビオトープ完成。
- 2009年（平成21年）7月 - 耐震工事実施。
- 2014年（平成26年）6月7日 - 創立60周年記念式典挙行し、祝賀会開催。
- 2019年（令和元年）10月20日 - 創立65周年記念集会開催。
- 2020年（令和2年）
  - 9月1日 - 体育館空調機設置。
  - 10月1日 - 新校舎照明設備設置。
- 2021年（令和3年）
  - 2月13日 - トイレ蛇口自動水栓と教室蛇口レバー水栓設置。
  - 4月 - 児童1人1台タブレット端末導入。
  - 9月 - 校舎建設工事着工[4][5]。
- 2023年（令和5年）
  - 6月 - 現校舎完成[5]。
  - 8月30日 - 現校舎へ移転し、授業開始[6]。

## 教育目標
- 深く学ぶ子
- 自分も人も大切にする子
- すすんで運動する子

## 学区
出典
- 久我山1丁目（全域）
- 久我山2丁目（1番～11番・19番～23番）
- 高井戸西1丁目（12番～26番・32番）
- 上高井戸1丁目（全域）
- 上高井戸2丁目（全域）

## 進学先中学校
出典
- 杉並区立富士見丘中学校

## 学校周辺
- 高井戸公園 - 敷地が隣接
- 杉並区立富士見丘中学校 - 杉並区道をはさんで、敷地が隣接。また、主な進学先中学校でもある。
- 杉並区営富士見丘アパート - 杉並区道をはさんで、敷地が隣接。
- 京王電鉄井の頭線
  - 富士見ヶ丘検車区
  - 富士見ヶ丘駅
    - 同じ「ふじみがおか」と読む京王駅・施設の漢字表記には「ヶ」が入る。

## アクセス
- 京王電鉄井の頭線富士見ヶ丘駅（南口）から、徒歩約400m・約6分。